# Брестик
Брестик је насељено мјесто на подручју града Глине, у Банији, Република Хрватска.

## Историја
Брестик се од распада Југославије до августа 1995. године налазио у Републици Српској Крајини. Многи Срби напустили су село током „Олује”.

## Становништво
На попису становништва 2011. године, Брестик је имао 76 становника.
| Националност       | 1991. | 1981. | 1971. | 1961. |
| Срби               | 389   | 448   | 505   | 570   |
| Југословени        |       | 1     |       |       |
| Хрвати             | 1     |       |       | 1     |
| Црногорци          |       | 1     |       |       |
| остали и непознато | 31    | 4     | 1     |       |
| Укупно             | 421   | 454   | 506   | 571   |

| Демографија | Демографија | Демографија |
| Година      | Становника  | Становника  |
| ----------- | ----------- | ----------- |
| 1961.       | 571         |             |
| 1971.       | 506         |             |
| 1981.       | 454         |             |
| 1991.       | 421         |             |
| 2001.       | 102         |             |
| 2011.       |             | 76          |

## Попис 1991.
На попису становништва 1991. године, насељено место Брестик је имало 421 становника, следећег националног састава:
| Попис 1991.‍  | Попис 1991.‍  | Попис 1991.‍ | Попис 1991.‍ | Попис 1991.‍ |
| ------------ | ------------ | ----------- | ----------- | ----------- |
|              |              |             |             |             |
| Срби         | Срби         |             | 389         | 92,39%      |
| Црногорци    | Црногорци    |             | 3           | 0,71%       |
| Хрвати       | Хрвати       |             | 1           | 0,23%       |
| неопредељени | неопредељени |             | 8           | 1,90%       |
| непознато    | непознато    |             | 20          | 4,75%       |
| укупно: 421  |              |             |             |             |

## Презимена
| - Бодловић — Православци - Боромиса — Православци - Булат — Православци - Владушић — Православци - Јанус — Православци - Келеува — Православци | - Лалић — Православци - Прострог — Православци - Рајлић — Православци - Самац — Православци - Тодоровић — Православци - Ћурчија — Православци |